# Diamond Star Halos
Diamond Star Halos es el duodécimo álbum de la banda de glam rock británica Def Leppard, lanzado el 27 de mayo de 2022. Es el primer álbum desde Def Leppard del 2015.
El álbum fue un éxito comercial y alcanzó el puesto número 10 en el Billboard 200, siendo la posición más alta desde la publicación de Adrenalize de 1992. Además, Ultimate Classic Rock colocó a Diamond Star Halos en el puesto 13 de su top 30 de los mejores álbumes de rock de 2022.

## Lista de canciones
| Diamond Star Halos |                                   |                            |          |  |
| N.º                | Título                            | Escritor(es)               | Duración |  |
| 1.                 | «Take What You Want»              | Joe Elliott · Rick Savage  | 4:14     |  |
| 2.                 | «Kick»                            | Dave Bassett · Phil Collen | 3:42     |  |
| 3.                 | «Fire It Up»                      | Collen · Sam Hollander     | 3:19     |  |
| 4.                 | «This Guitar» (ft. Alison Krauss) | C. J. Vanston · Collen     | 3:50     |  |
| 5.                 | «SOS Emergency»                   | Elliott · Collen           | 3:25     |  |
| 6.                 | «Liquid Dust»                     | Collen                     | 4:01     |  |
| 7.                 | «U Rok Mi»                        | Collen                     | 3:33     |  |
| 8.                 | «Goodbye for Good This Time»      | Elliott                    | 4:27     |  |
| 9.                 | «All We Need»                     | Elliott · Collen           | 4:46     |  |
| 10.                | «Open Your Eyes»                  | Elliott · Collen           | 4:19     |  |
| 11.                | «Gimme a Kiss»                    | Elliott · Collen           | 3:12     |  |
| 12.                | «Angels (Can't Help You Now)»     | Elliott                    | 4:57     |  |
| 13.                | «Lifeless» (ft. Alison Krauss)    | Elliott · Collen           | 4:19     |  |
| 14.                | «Unbreakable»                     | Elliott                    | 3:46     |  |
| 15.                | «From Here to Eternity»           | Savage                     | 5:37     |  |

## Personal
- Joe Elliott – Voz principal
- Phil Collen – Guitarra, coros
- Rick Savage – Bajo, coros
- Vivian Campbell – Guitarra, coros
- Rick Allen – batería, percusión